# Kecamatan Kalirejo
Kecamatan Kalirejo är ett distrikt i Indonesien.   Det ligger i provinsen Lampung, i den västra delen av landet, 240 km nordväst om huvudstaden Jakarta.